# 松谷琢也
松谷 琢也（まつたに たくや、1975年3月1日 - ）は、日本の漫画家。聴覚障害者である。

## 来歴
1975年3月1日　奈良県橿原市に生まれる。
1993年3月1日　奈良県立ろう学校高等部卒業
1995年3月17日　筑波大学附属聾学校高等部専攻科デザイン科卒業
1990年4月7日　毎日中学生新聞にマンガ家デビュー
それ以来、新聞、雑誌、会報などにマンガを掲載する。
1990～1993年　毎日中学生新聞　4コママンガ掲載
連載の1回目と2回目は『がんばれ石田くん』のタイトルがあったが3回目以降はタイトルなしで掲載される。
1990年 高校新報4コママンガ『がんばれ石田くん』掲載
1991 コミックボンボン　4コママンガ掲載（無名タイトル）
1991～1994年　デラックスボンボン　4コママンガ掲載（無名タイトル）
1998～2002年　あらかると　短編読切漫画掲載
1999～2009年　ろうあ大和　4コママンガ『がんばれ石田くん』掲載
2005～2008年　鹿の会新聞　短編読切漫画掲載
2009年～　WEBてんてるコミック『聾デフ』連載中
2019〜2020年　川ろう協だより『ゆうれいちゃん』連載
2020年～　ろう文学(エッセイ)連載中
漫画の他に映画製作も行っており、手話短編映画は2008年から作り続けて15作目になる。

## 著書
- 『聾デフ』1～9巻　出版処てんてる
- 『アイラブデフ』　出版処てんてる
- 『がんばれ石田くん』1～2巻　出版処てんてる